# قائمة أندية كرة القدم النسائية
هذه قائمة جزئية لفرق أندية كرة القدم النسائية من جميع أنحاء العالم مرتبة حسب الاتحاد والجمعية والدوري الذي تنتمي إليه.
بعض الأندية لا تلعب في دوري البلد الذي تقع فيه، بل في دوري بلد مجاور. عندما تكون هذه هي الحالة، يتم الإشارة إلى النادي على هذا النحو.

## الاتحاد الآسيوي لكرة القدم

### أستراليا
الدوري الرئيسي: دوري الدرجة الأولى للسيدات
- أديلايد يونايتد
- بريسبان رور (2)
- كانبيرا يونايتد (2)
- بحارة الساحل الجنوبي
- مدينة ملبورن (4)
- ملبورن فيكتوري (3)
- نيوكاسل جيتس
- بيرث جلوري
- سيدني إف سي (5) دي سي
- ويلينغتون فينيكس
- ويسترن سيدني واندررز
- ويسترن يونايتد

### بنغلاديش
الدوري الرئيسي: دوري كرة القدم النسائي في بنغلاديش
قائمة أندية دوري كرة القدم النسائية في بنغلاديش
- نادي إيه ار بي الرياضي الجامعي
- نادي جيش بنغلاديش لكرة القدم
- نادي دكا رينجرز لكرة القدم
- فاراشجانج إس سي
- جمالبور كاشاريبارا أكاداس
- نادي نسرين الرياضي
- سراج سريتي سونغسود
- نادي سودوبوسكوريني جوبو
- نادي أوتارا لكرة القدم

### الصين
الدوري الرئيسي: الدوري الصيني الممتاز للسيدات
- مركز بكين العالمي للكريكيت
- التميز العام في تشانغتشون
- قوانغدونغ
- هينان جياني
- بنك هانغتشو
- جيانغسو (2)
- نادي شنشي تشانغآن الرياضي
- يانصيب شاندونغ الرياضي
- بنك شنغهاي التجاري
- سيتشوان
- جامعة ووهان جيانغهان (3) العاصمة
- يونغتشوان تشاشان تشوهاي

### الهند
الدوري الرئيسي: الدوري النسائي الهندي
- شرق البنغال
- جوكولام كيرالا (3) دي سي
- القفزات
- انطلاقة
- أوديشا
- سيثو (1)
- رياضة أوديشا

### إندونيسيا
الدوري الرئيسي: الدوري الأول بوتري
- أريما بوتري
- منظمة بالي المتحدة للنساء
- جالانيتا بيرسيبورا
- برسبايا بوتري
- برسيب بوتري (1) دي سي
- بيرسيجا بوتري
- بي إس آي إس بوتري
- بي إس إم بوتري
- بي إس إس بوتري
- تيرا-بيرسيكابو كارتيني

### إيران
الدوري الرئيسي: دوري كوثر لكرة القدم للسيدات
- بام خاتون

### العراق
الدوري الرئيسي: الدوري العراقي لكرة القدم للسيدات

### اليابان
الدوري الرئيسي: دوري وي
- ألبيريكس نيغاتا
- سيريزو أوساكا
- تشيفوري إيه إس إلفن سايتاما
- INAC كوبي ليونيسا (1)
- جيف يونايتد تشيبا
- ماي نافي سينداي
- نوجيما ستيلا
- أوميا أرديجا فينتوس
- نادي ناغانو بارسيرو
- سانفريتشي هيروشيما ريجينا
- طوكيو فيردي بيليزا
- أوراوا ريد دايموندز (2) دي سي

### كوريا الجنوبية
الدوري الرئيسي: دوري وك
- تشانغنيونغ
- جيونجو
- هواتشون كيه إس بي أو
- إنتشون هيونداي ستيل ريد أنجلز (9) (دي سي)
- مونغ يونغ سانغمو
- سيجونغ سبورتستوتو
- مدينة سيول
- نادي سوون لكرة القدم (1)

### لبنان
الدوري الرئيسي: دوري كرة القدم للسيدات اللبناني
- أخا أهلي عاليه
- نادي بيروت لكرة القدم
- بكالوريوس الفنون الجميلة
- إي إف بي
- الهيليوم
- مونتادا سور سكافي
- لا حدود
- أوبيريتوس
- سلام زغرتا
- SAS (7) DC
- فتيات سوبر

### ميانمار
- نادي أيياروادي للسيدات
- نادي آي إس بي إي لكرة القدم للسيدات
- نادي مياوادي للسيدات
- نادي ثيتسار أرمان للسيدات
- نادي شان يونايتد لكرة القدم للسيدات
- نادي يانغون رويالز للسيدات
- نادي يانغون يونايتد لكرة القدم للسيدات
- نادي يونغ ليونيسز لكرة القدم (ميانمار تحت 16 سنة)
- نادي يريو لكرة القدم (ميانمار تحت 19 عامًا)

### باكستان
- نادي بلوشستان يونايتد لكرة القدم
- ديا دبليو إف سي
- اتحاد جيلجيت بالتستان لكرة القدم
- اتحاد كرة القدم في إسلام آباد
- جافا دبليو إف سي
- كراتشي كيشيرز دبليو إف سي
- كراتشي يونايتد
- الجيش الباكستاني دبليو إف سي
- نادي البنجاب لكرة القدم
- العلوم الرياضية دبليو إف سي
- وابدا دبليو إف سي
- نجوم صاعدة شابة إف إف سي

### الفلبين
- أزوري
- دي لا سال ليدي بوتيرز (3)
- إف إي يو سيدة تاماراو بوتيرز
- كايا-إيلويلو (1) دي سي
- حفار مانيلا
- بدو مانيلا
- ستاليون لاجونا
- نادي تولوي لكرة القدم
- سيدة بوتيرز من جامعة سانت لويس
- يو بي قتال المارون

### السعودية
الدوري الرئيسي: الدوري السعودي الممتاز للسيدات
- الأهلي
- الأمل
- الهلال
- الاتحاد
- النصر (2) دي سي
- القادسية
- الشباب
- الترجي
- العلا
- اللهب الشرقي

### تايلاند
الدوري الرئيسي: الدوري التايلاندي للسيدات
- بانكوك (1) العاصمة
- مدرسة بانكوك الرياضية
- علماء بي جي سي الآسيويون (5)
- أكاديمية بوريرات
- نادي تشونبوري
- مدرسة تشونبوري الرياضية (2)
- هين خون يونايتد
- جامعة كاسيم بونديت
- خون كاين
- م.ح. ناخونسي

### تايوان
الدوري الرئيسي: دوري مولان التايواني لكرة القدم
- هانغ يوين
- هوالين (5) دي سي
- بنك كاوهسيونج المشمس
- حوت تايتشونغ الأزرق (4)
- تايبيه برافو
- تاويوان مارس

### فيتنام
الدوري الرئيسي: بطولة كرة القدم النسائية الفيتنامية
- مدينة هوشي منه (10) DC
- ها نوي الأول (10)
- فونغ فو ها نام (1)
- ثاي نجوين تي آند تي
- ثان خوانج سون فييت نام (2)

## كاف (إفريقيا)

### الجزائر
الدوري الرئيسي: البطولة الجزائرية
- عفك غليزان
- إيه إس إي الجزائر المركز
- نادي وهران سنتر
- سي إل تي بلوزداد
- كوس تيارت
- نادي بجاية
- نادي قسنطينة لكرة القدم

### مصر
الدوري الرئيسي: الدوري المصري الممتاز للسيدات
- وادي دجلة (13) دي سي
- الأهرامات (13) دي سي

### أثيوبيا
- نادي تيرت لكرة القدم للسيدات
- نادي أديس أبابا لكرة القدم للسيدات

### غانا
الدوري الرئيسي: الدوري الغاني الممتاز للسيدات
- سيدات أمبم داركوا
- سيدات أشتاون
- سيدات التوت
- سيدات رائعات
- سيدات هاساكاس
- أكاديمية كوماسي الرياضية للسيدات
- لاعبات الضرب للسيدات
- السيدات الشماليات
- سيدات الشرطة
- سيدات كرة القدم المثقفات
- السيدات الأسمى
- ملكات الرعد

### كينيا
الدوري الرئيسي: الدوري الكيني الممتاز
- نادي ماثاري يونايتد لكرة القدم

### المغرب
الدوري الرئيسي: بطولة المغرب للسيدات القسم الأول
- عين عتيق
- أمجد تارودانت
- آسا زاج
- شباب المحمدية
- بقدر ما (9) DC
- فوس
- اتحاد طنجة
- جوهرة نجم العرائش
- بلدية العيون
- رجاء عين حرودة
- رجاء آيت يعزى
- راجا سي ايه
- سبورتينغ كازابلانكا
- نادي الوداد الرياضي

### نيجيريا
الدوري الرئيسي: البطولة النيجيرية
- ملائكة أبيا
- بايلسا كوينز (4)
- كونفلوانس كوينز
- دلتا كوينز (5)
- نجوم الأحلام
- إيدو كوينز
- ملائكة إيبوم
- أمازونيات ناساراوا (2)
- فتيات أوسون
- نجوم البجع (7)
- ريفرز أنجلز (5) (دي سي)
- إف سي روبو
- الملكات الملكيات
- صن شاين كوينز

### تونس
الدوري الرئيسي: الدوري التونسي
- إيه إس إف الساحل
- إيسيب كيف

## كونكاكاف (أمريكا الشمالية والوسطى)

### كوستاريكا
الدوري الرئيسي: الدرجة الأولى النسائية في كوستاريكا
الفرق الحالية
- ألاخويلينسي
- كورونادو
- ديماس إسكازو
- هيريديانو
- أد بوكوسي
- سابريسا
- رياضي
- سوفا سبورتس

### السلفادور
الدوري الرئيسي: دوري الدرجة الأولى النسائي في السلفادور
الفرق الحالية
- التحالف
- أغيلا
- سانتا تكلا
- مرة ديبورتيفو
- ليمينو
- جوكورو
- فيربو
- إيسيدرو ميتابان
- شالاتينانغو
- أتلتيكو مارتي
- سونسونات
- إف إيه إس

### غواتيمالا
الدوري الرئيسي: الدوري الوطني لكرة القدم النسائية في غواتيمالا

### المكسيك
الدوري الرئيسي: الدوري المكسيكي للسيدات
الفرق الحالية
- أمريكا (1)
- أطلس
- أتلتيكو سان لويس
- كروز أزول
- جوادالاخارا (2) دي سي
- خواريز
- ليون
- مازاتلان
- مونتيري (2)
- نيكاكسا
- باتشوكا
- بويبلا
- كويريتارو
- سانتوس
- تيخوانا
- تولوكا
- تيغريس أونال (5)
- جامعة الأمم المتحدة في المكسيك

### بنما
الدوري الرئيسي: دوري الدرجة الأولى النسائي في بنما
المؤتمر الشرقي
- التحالف
- أتلتيكو ناسيونال
- كاي
- تشوريللو
- أكاديمية سي إي إكس الرياضية
- ساحة أمادور
- سبورتينغ سان ميغيلتو
- تاورو

المؤتمر الغربي
- بوكاس
- ديبورتيفو تشيريكي
- نادي هيريرا لكرة القدم
- ماريو مينديز
- بنما أويستي
- يونيفرسيتاريو
- اتحاد كوكلي
- فيراغواس يونايتد

### ترينيداد وتوباغو
الفرق الحالية
- ساندو
- القديس أوغسطين
- ترينسيتي ناشيونالز
- مركز قطر للمؤتمرات والمعارض
- قوة الدفاع
- شرطة
- يو تي تي
- جواهر
- توباغو تشيكاس
- مدرسة سانت أوغسطين جونيورز

### الولايات المتحدة
الدوري الرئيسي: الدوري الوطني لكرة القدم للسيدات
الفرق الحالية
- أنجيل سيتي
- نادي باي لكرة القدم
- شيكاغو ريد ستارز
- غوثام إف سي (1) دي سي
- هيوستن داش
- كانساس سيتي كارنت
- نورث كارولاينا كوريج (2)
- أورلاندو برايد
- بورتلاند ثورنز (3)
- سباق لويزفيل
- موجة سان دييغو
- نادي سياتل رين لكرة القدم
- يوتا رويالز  [لغات أخرى]‏
- واشنطن سبيريت (1)

الدوري: دوري السوبر يو إس إل
الفرق الحالية
- نادي بروكلين لكرة القدم
- نادي كارولينا أسينت لكرة القدم
- نادي دالاس ترينيتي لكرة القدم
- طاقة تيار مستمر إف سي
- نادي فورت لودرديل يونايتد لكرة القدم
- ليكسينغتون، كارولاينا الجنوبية
- نادي سبوكان زفير لكرة القدم
- نادي تامبا باي صن لكرة القدم

## كونميبول (أمريكا الجنوبية)

### الأرجنتين
الدوري الرئيسي: بطولة كرة القدم للسيدات
- بانفيلد
- بلغرانو
- بوكا جونيورز (27) دي سي
- ديف. بلغرانو
- إل بورفينير
- الطلاب طلاب (إل بي)
- هواة الرحلات
- فيرو
- جيمناسيا لا بلاتا
- هوراكان
- إنديبندينتي
- لانوس
- بلاتينس
- نادي السباق
- ريفر بليت (11)
- روزاريو سنترال
- سان لورينزو
- سات
- يو إيه آي أوركيزا (5)

### بوليفيا
الدوري الرئيسي: بطولة كرة القدم النسائية البوليفية ‏

### البرازيل
الدوري الرئيسي: بطولة كرة القدم البرازيلية للسيدات سلسلة أ1
- أفاي
- أتلتيكو باراناينسي
- أتلتيكو مينيرو
- باهيا
- سيارا
- كورنثوس (5) DC
- كروزيرو
- فلامنجو (1)
- سكة حديدية (2)
- جريميو
- دولي
- بالميراس
- ريال أريكويميس
- ريال برازيليا
- ساو باولو (1)
- سانتوس (1)

### تشيلي
الدوري الرئيسي: بطولة كرة القدم النسائية التشيلية
الفرق الحالية (الدوري الممتاز)
- أوداكس إيتاليانو
- كوبريسال
- كولو كولو
- كوكيمبو يونيدو
- ديبورتيس أنتوفاجاستا
- ديبورتيس إيكيكي
- إيفرتون
- فلسطين
- سانتياغو صباح
- الاتحاد الإسباني
- الجامعة الكاثوليكية
- جامعة دي تشيلي
- جامعة كونسيبسيون

الفرق الحالية (الدرجة الأولى ب)
- بارنيشيا
- كوبريلوا
- كوريكو يونيدو
- ديبورتيس كوبيابو
- ديبورتيس لا سيرينا
- ديبورتيس ليماتشي
- ديبورتيس ريكوليتا
- ديبورتيس سانتا كروز
- ديبورتيس تيموكو
- فرنانديز فيال
- هواتشيباتو
- ماجالانيس
- نوبلنسي
- أوهيغينز (خصوم)
- رينجرز (خصوم)
- سان لويس دي كيلوتا
- سان ماركوس دي أريكا
- سانتياغو واندررز
- يونيون لا كاليرا
- يونيون سان فيليبي

أخرى
- كلية بوسطن
- ديبورتيس ميلبيلا
- ديبورتيس بويرتو مونت
- ديبورتيس فالديفيا
- لاوتارو دي بوين

### كولومبيا
الدوري الرئيسي: دوري أغيلا النسائي ‏
- أمريكا (2)
- أتلتيكو بوكارامانغا
- أتلتيكو هويلا (1)
- أتلتيكو ناسيونال
- بوياكا تشيكو
- ديسبورتيس توليما
- ديبورتيفو كالي (1)
- ديبورتيفو باستو
- ديبورتيفو بيريرا
- إنديبندينتي
- إندوسترياليس
- جونيور
- لا إيكويداد
- يانيروس
- مليوناريوس
- ريال سانتاندير
- سانتا في (3) دي سي

### الإكوادور
الدوري الرئيسي: بطولة كرة القدم النسائية الإكوادورية ‏
المجموعة 1
- برشلونة
- إل ناسيونال
- ليونز ديل نورتي
- كيتو
- الجامعة الكاثوليكية
- ناناس
- نوستا

المجموعة 2
- كارنيراس
- ديبورتيفو إيبارا
- دراغوناس آي دي في
- إسبوس
- رابطة كيتو
- ماكارا
- باتريا

### باراغواي
الدوري الرئيسي: بطولة كرة القدم النسائية الباراغوايانية
- 2 مايو
- سيرو بورتينو
- الجنرال كاباليرو جيه إل إم
- غواراني
- ليبرتاد ليمبينو
- وطني / هومايتا
- أوليمبيا
- شمس أمريكا
- سبورتيفو أميليانو
- سبورتيفو لوكينيو
- سبورتيفو ترينيدانسي
- تاكواري

### بيرو
الدوري الرئيسي: دوري الدرجة الأولى النسائي
- ديبورتيفا كانتولاو
- أليانزا ليما (2)
- أتلتيكو تروخيو
- أياكوتشو
- كارلوس أ. مانوتشي
- المدافعون ديل إيلوكان
- بلدية ديبورتيفو
- كيلاس
- ميلغار
- سبورتنج كريستال (3)
- سبورتنج فيكتوريا
- يو سي في
- جامعة سان مارتن
- الجامعة (10) العاصمة

### الأوروغواي
الدوري الرئيسي: بطولة أوروغواي للسيدات
- نهر بوسطن
- دانوبيو
- ديفينسور سبورتنج (1)
- فينيكس
- ليفربول
- مدينة مونتيفيديو
- ناسيونال 2) العاصمة
- بينيارول (3)
- سباق
- ريفر بليت
- المتجولون

### فنزويلا
الدوري الرئيسي: الدوري السوبر النسائي الفنزويلي
- المجموعة المركزية الشرقية
- دفو لا جويرا
- نادي كاراكاس لكرة القدم
- أتلانتا فازلا
- نادي لالا لكرة القدم
- طلاب غواريكو
- طلاب كاراكاس
- دفو أنزواتيجوي
- المجموعة الغربية

- دفو تاتشيرا
- نادي زامورا لكرة القدم
- زهرة الوطن
- سيكاسبورتس
- نادي كارابوبو لكرة القدم
- نادي كوتشيروس لكرة القدم
- نادي زوليا لكرة القدم

## يويفا (أوروبا)

### ألبانيا
الدوري الرئيسي: بطولة ألبانيا الوطنية للسيدات
- أبولونيا (4)
- إغناتيا
- غرامشي
- كيه إف تيرانا
- إف سي كينو ستوديو  [لغات أخرى]‏
- لاتشي
- لوشنجا
- بارتيزاني تيرانا
- توتا
- فلازنيا (8) دي سي

### النمسا
الدوري الرئيسي: الدوري النمساوي للسيدات
- النمسا فيينا
- نادي بيرجهايم لكرة القدم
- فيرست فيينا
- كلاينمونشن/بي دبليو لينز
- لاسك
- نادي إس بي جي لوستيناو / نادي دورنبيرن
- إس في نيولينغباخ (12)
- رايندورف ألتاش
- إس كيه إن سانت بولتن (7) (DC)
- ستورم غراتس

### بيلاروس
الدوري الرئيسي: الدوري الممتاز
- اتحاد كرة القدم الأسترالي تحت 19 عامًا
- بوبريتشانكا (11)
- دينامو بريست
- دينامو مينسك (4) دي سي
- دنيبر موغيليف
- ديوش-بوليسغو
- غوميل
- نادي مينسك لكرة القدم (7)
- سمورجون
- فيتيبسك
- زوركا-بي دي يو (1)

### بلجيكا
الدوري الرئيسي: دوري السوبر
- أندرلخت (7) دي سي
- نادي واي إل إيه
- جينك
- جنت
- أوهايو لوفين
- ستاندرد لييج (2)
- ويسترلو
- زولتي وارجيم

### البوسنة والهرسك
الدوري الرئيسي: الدوري النسائي الممتاز للبوسنة والهرسك
- أمينة موستار
- إيسكرا بوغوينو
- ليوتار
- ليبيرو
- رادنيك بوميرانج
- إس إف كيه 2000 (20) (DC)
- سلوبودا توزلا

### بلغاريا
الدوري الرئيسي: الدوري النسائي البلغاري
- دوناف روس
- إنكو بلوفديف
- إيتار في تي
- لوكوموتيف ستارا زاجورا (3) دي سي
- لودوغوريتس
- وكالة الأمن القومي في صوفيا (18)
- بالدين
- بيرين
- سيدات سيفليفو
- صوفيا
- سبورتيكا
- سوبر سبورت (1)

### كرواتيا
الدوري الرئيسي: الدوري الكرواتي الأول لكرة القدم للسيدات
- أبولون (10) دي سي
- أريس ليماسول
- كارميوتيسا كريسوميليا
- لاكاتاميا
- ليفكوثيا نيقوسيا
- إيه سي أومونيا

### قبرص
الدوري الرئيسي: الدرجة الأولى القبرصية
- أريس ليماسول
- كارميوتيسا كريسوميليا
- لاكاتاميا
- ليفكوثيا نيقوسيا
- إيه سي أومونيا

### جمهورية التشيك
الدوري الرئيسي: الدوري التشيكي الأول (سيدات)
- نادي براغ
- هورني هيرشبيسي
- باردوبيتسه
- سلافيا براغ (9) DC
- سلوفان ليبيريتش
- السلوفاكية
- سبارتا براغ (21)
- فيكتوريا بلزن

### الدنمارك
الدوري الرئيسي: الدوري النسائي الدنماركي
- أيه جي إف
- ب.93
- بروندبي (12)
- فورتونا هورينج (11)
- كولدينج آي إف
- إتش بي كوغ (3) DC
- نادي نوردشيلاند لكرة القدم
- أو بي كيو (2)

### إنجلتر
الدوري الرئيسي: الدوري الإنجليزي الممتاز للسيدات
- أرسنال (3)
- أستون فيلا
- برايتون وهوف ألبيون
- تشيلسي (7) دي سي
- كريستال بالاس
- إيفرتون
- ليستر سيتي
- ليفربول (2)
- مانشستر سيتي (1)
- مانشستر يونايتد
- توتنهام هوتسبير
- وست هام يونايتد

الدرجة الثانية: بطولة الاتحاد الإنجليزي لكرة القدم للسيدات
- بلاكبيرن روفرز
- مدينة برمنغهام
- مدينة بريستول
- تشارلتون أثليتيك
- دورهام
- لبؤات مدينة لندن
- نيوكاسل يونايتد
- بورتسموث
- شيفيلد يونايتد
- ساوثهامبتون
- سندرلاند

### إستونيا
الدوري الرئيسي: نايستي ميستريليجا
- أرارات
- نادي فلورا (5) دي سي
- لوتس
- ساكو سبورتينغ
- تاباسالو
- تالينا كاليف
- تاميكا
- فيمسي

### جزر فارو
الدوري الرئيسي: 1. ديلد كفينور
- 07 فيستور
- ب 36 تورشافن (4)
- هـ ب  [لغات أخرى]‏ (7)
- نادي هويفيك (2019) (سيدات)
- كي (23)
- إن إس آي (1) DC
- سكالا
- فايكينجور

### فنلندا
الدوري الرئيسي: كانسالاينن ليجا
- إتش جيه كيه (24) DC
- إتش بي إس
- جي بي كيه
- كوبس (3)
- بي كيه-35
- بيه كيه-5 فانتا (7)
- فيفك
- أولاند يونايتد (2)

### فرنسا
الدوري الرئيسي: الدوري الفرنسي الممتاز
- ديجون
- فلوري 91
- إي إيه جانجون (1)
- لوهافر
- مدرسة مونبلييه الثانوية (2)
- نانت
- أولمبيك ليون (17) دي سي
- باريس إف سي (6)
- باريس سان جيرمان (1)
- سانت إتيان
- ملعب ريمس (5)
- ستراسبورغ

### ألمانيا
الدوري الرئيسي: الدوري الألماني لكرة القدم للسيدات
- باير ليفركوزن
- بايرن ميونخ (5) دي سي
- كارل زايس جينا
- آينتراخت فرانكفورت (7)
- فرايبورغ
- هوفنهايم
- 1. نادي كولن لكرة القدم
- آر بي لايبزيغ
- إس جي إس إيسن
- توربينه بوتسدام (6)
- فولفسبورغ (7)
- فيردر بريمن

### جورجيا
الدوري الرئيسي: بطولة جورجيا لكرة القدم للسيدات ‏
- دينامو باتومي
- دينامو سوخومي
- كولخيتي خوبي
- كفارتالي
- لانتشوتي (3) DC
- نادي مارتف (2)
- نورتشي دينامويلي
- ساميغريلو تشخوروتسكو (1)

### اليونان
الدوري الرئيسي: الدرجة الأولى اليونانية
- أيك
- أجيا باراسكيفي
- أستيراس تريبوليس
- أتروميتوس
- دوكسا دراما
- كاستوريا
- كيفيسيا
- أوفي
- باناثينايكوس
- باوك (19) دي سي
- ريا
- تريكالا 2011

### المجر
الدوري الرئيسي: الدرجة الأولى
- أسترا المجر
- ديوسجوري
- فيهرفار
- نادي فيرينكفاروسي تي سي (5) (دي سي)
- غيور تورنا أوزتالي
- كيلين
- إم تي كيه (7)
- بوشكاش أكاديميا
- سيكسزاردي
- سانت ميهالي
- نادي فيكتوريا لكرة القدم (2)
- أوجبيست

### آيسلندا
الدوري الرئيسي: أورفالسديلد كفينا
- بريدابليك (18)
- ف.ح (4)
- فيلكير
- كيفلافيك IF
- ستجارنان (4)
- ثروتر
- ثور/كا (2)
- تينداستول
- فالور (14) (دي سي)
- فيكينغور ريكيايك

### إسرائيل
الدوري الرئيسي: ليجات ناشيم ‏
- جمعية إيه إس إيه تل أبيب (8)
- بنات نتانيا
- هبوعيل القدس
- هبوعيل بيتاح تكفا
- هبوعيل رعنانا
- كريات جات (5) DC
- رامات هاشارون (2)
- مكابي كيشرونوت الخضيرة

### إيطاليا
الدوري الرئيسي: الدوري الإيطالي
- كومو
- فيورنتينا (1)
- انتر
- يوفنتوس (5)
- لاتسيو
- ميلانو
- نابولي
- روما (2) دي سي
- سامبدوريا
- ساسولو

الدرجة الثانية: دوري الدرجة الثانية الإيطالي
- أريتسو
- بولونيا
- بريشيا
- تشيزينا
- كييفو فيرونا
- فريدوم
- جنوة
- هيلاس فيرونا
- لوميزاني
- ميران
- بارما
- بوميليانو
- ريس روما الثامن
- سان مارينو
- تيرنانا

### كازاخستان
الدوري الرئيسي: بطولة كرة القدم النسائية الكازاخستانية ‏
- آكتوبه
- بييك شيمكنت (16) دي سي
- أوكجيتبيس
- سادوصور 17
- توران

### كوسوفو
الدوري الرئيسي: دوري السوبر لكرة القدم للسيدات في كوسوفو
- بازيلي
- دوكاجيني
- هاجفاليا (3) دي سي
- جاكوفا
- كوسوفا (2)
- لابي
- ماليشيفا
- ميتروفيتشا (4) دي سي
- كيه إف إف بريسينجو

### لاتفيا
الدوري الرئيسي: دوري السيدات اللاتفي
- عودة
- إيكافا
- لييبايا
- ميتا
- أولين
- ريجاس (8) DC
- إس إف كيه ريغا
- إس كيه سوبر نوفا

### ليتوانيا
الدوري الرئيسي: ليجا
- بانجا
- نادي فيلنيوس لكرة القدم
- نادي جينترا (20) دي سي
- هيجلمان
- زالجيريس
- سانيد

### لوكسمبورغ
الدوري الرئيسي: دوري السيدات الفرنسي الدرجة الأولى ‏
- نادي بيتيمبورغ  [لغات أخرى]‏ (2)
- إيل (1)
- الوفاق المتباين-القمر
- شباب جونجلينستر (6)
- مامر 32 (4)
- بروغريس نيدركورن (16)
- سباق (3) DC
- روسبورت-بيرد-كريستناخ
- سويفت هيسبيرانج
- وورميلدانج-مونسباخ-
- الأولاد الصغار

### مالطا
الدوري الرئيسي: الدوري المالطي الأول (سيدات)
- بيركيركارا (11) DC
- هيبرنيانز (12)
- ليجا أتلتيك
- مجار يونايتد
- مطرفة
- سان غوان
- سويقي يونايتد
- فاليتا

### مولدوفا
الدوري الرئيسي: بطولة كرة القدم النسائية المولدوفية
- أنيني نوي (3) (دي سي)
- بيلسيانكا
- نيسترو
- نوروك نيموريني (3)
- رينييه
- رقم 11 نجاح حقيقي
- إف سي إس إس-4-بي جي يو-ليغيا

### الجبل الأسود
الدوري الرئيسي: دوري السيدات الجبل الأسود
- زد إف كيه بريزنيكا (7) DC
- بودوتشنوست بودغوريتشا (2)
- سيفيتكس
- زفك إكونيميست (4)
- ملادوست 2015
- زورا

### هولندا
الدوري الرئيسي: الدوري الهولندي (سيدات)
- أدو دين هاج (1)
- أياكس (3)
- أريزونا (3)
- نجارة
- فينورد
- فورتونا سيتارد
- هيرينفين
- بي إي سي زفوله
- آيندهوفن
- تيلستار
- تفينتي (9) دي سي
- أوتريخت

### أيرلندا الشمالية
الدوري الرئيسي: الدوري الممتاز للسيدات ‏
- بليمينا يونايتد
- كليفتونفيل (1)
- الصليبيون المضربون (6)
- مدينة ديري
- جلينتوران (10) دي سي
- لارن
- لينفيلد (4)
- ليزبورن
- ميد أولستر
- سيون سويفتس

### مقدونيا الشمالية
الدوري الرئيسي: بطولة كرة القدم النسائية المقدونية
- أتلتيكو
- بوريك
- دراغون 2014 (4)
- استاتوف (1)
- جوناجتيد
- كامينيكا ساسا (1) دي سي
- كوتشاني (1)
- ليوبوتن
- بلاكوفيتشا
- بريليب
- ريتشيكا
- شكوبي 2019
- شكنديجا
- تيفيريا
- توب جول

### النرويج
الدوري الرئيسي: توبسيرين
- أرنا بيورنار
- أفالدسنيس
- بران (2) دي سي
- إل إس كيه كفينر (7)
- لين
- روزنبورغ (7)
- روا آي إل (5)
- ستابيك (2)
- فاليرينجا (1)
- أساني

### بولندا
الدوري الرئيسي: إكستراليجا كوبيت
- إيه بي أورلين جدانسك زارني سوسنوفيتش (13) جورنيك لينشنا (3) جي كي إس كاتوفيتشي (1) DC ميديك كونين (4) بوغون شتشيتسين بوجون تشيف سجل بيلسكو بيالا ستوميلانكي أولشتين جامعة AZS UJ كراكوف UKS لودز (1) شلاسك فروتسواف

### البرتغال
الدوري الرئيسي: البطولة الوطنية لكرة القدم النسائية
- كلوب دي ألبيرجاريا
- داميانسي
- فاماليكاو
- ماريتيمو
- أتلتيكو أورينسي (2)
- سباق سيكسال
- بنفيكا (3) دي سي
- براغا (1)
- سبورتنج سي بي (2)
- تورينسي
- فالاداريس جايا
- فيلافيردينس

### جمهورية أيرلندا
- أثلون تاون
- بوهيمي
- مدينة كورك
- موجات دي إل آر
- غالواي
- بيمونت يونايتد (3)
- شامروك روفرز
- شيلبورن (3) دي سي
- سليجو روفرز
- معاهدة المتحدة
- شباب ويكسفورد (4)

### رومانيا
الدوري الرئيسي: الدرجة الأولى
- بانات جيرلز
- تشيكسزيريدا ميركوريا سيوك
- سي إس إم الإسكندرية
- فارول كونستانتا
- غلوريا بيستريتسا
- تارغو موريش (1)
- أوليمبيا كلوج (12) (DC)
- بوليتكنيكا تيميشوارا

### روسيا
الدوري الرئيسي: البطولة الروسية
- سيسكا موسكو (2)
- تشيرتانوفو موسكو
- دينامو موسكو
- كريليا سوفيتوف
- كراسنودار
- لوكوموتيف موسكو (1)
- روستوف
- روبين كازان
- ريازان في دي في (4)
- ينيسي كراسنويارسك
- زفيزدا 2005 بيرم (6)
- زينيت سانت بطرسبرغ (1) دي سي

### إسكتلندا
الدوري الرئيسي: إس دبليو بي إل 1
- أبردين
- سلتيك
- دندي يونايتد
- غلاسكو سيتي (15) العاصمة
- هاميلتون الأكاديمية
- قلوب
- هيبرنيان (3)
- مونتروز
- موذرويل
- نبات الشوك البارتيك
- رينجرز (1)
- الإسبرطيون

الدرجة الثانية : إس دبليو بي إل 2
- بوروغموير ثيسل
- غارتكيرن
- غلاسكو
- كيلمارنوك
- ليفينغستون
- كوينز بارك
- سانت جونستون
- جامعة ستيرلنغ

### صربيا
الدوري الرئيسي: الدوري الصربي الممتاز
- النجم الأحمر زفيزدا
- كانجيزا
- كولوبارا
- ماسيناك نيش (3)
- بوزاريفاتش
- رادنيكي 1923
- سلوجا زيمون
- سبارتاك سوبوتيتسا (10) (DC)
- فويفودينا
- إف سي زيمون

### سلوفاكيا
الدوري الرئيسي: الدوري السلوفاكي الأول للسيدات
- دوكلا بانسكا بيستريكا
- أكاديمية جي إف سي الإقليمية
- بيترشالكا
- أولمبيا كوشيتسه
- روجومبيروك
- سلوفان براتيسلافا (14)
- سبارتاك ميجافا (2) العاصمة
- سبارتاك ترنافا
- تاتران
- ترينسين
- زيلينا

### سلوفينيا
الدوري الرئيسي: الدوري النسائي السلوفيني
- سيركلجي درافا بتوج جاجون كريم ليوبليانا مورا (10) العاصمة بريموري أوليمبيجا ليوبليانا (2) رادوملي

### إسبانيا
الدوري الرئيسي: الدوري الإسباني لكرة القدم للسيدات
- أثلتيك بلباو (5)
- أتلتيكو مدريد (3)
- برشلونة (7) (DC)
- إيبار
- غرناطة
- جراناديلا تينيريفي
- ليفانتي (4)
- ليفانتي لاس بلاناس
- مدريد
- ريال مدريد
- ريال بيتيس
- ريال سوسيداد
- إشبيلية
- سبورتينغ دي هويلفا
- فالنسيا
- فياريال

### السويد
الدوري الرئيسي: الدوري السويدي الممتاز
- أيك
- ألينغساس
- برومابوجكارنا
- ديورغاردن (2)
- هاماربي (2)
- بي كيه هاكن (1)
- كريستيانستاد
- لينكوبينغز (3)
- مالمو
- نادي نورشوبينغ لكرة القدم
- بيتيا (1)
- نادي روزنغارد (14) دي سي
- فيتسيو
- فاكسيو دي إف إف

### سويسرا
الدوري الرئيسي: دوري أكسا للسيدات السوبر
- آراو
- بازل
- الجندب (1)
- لوزيرن (5)
- رابيرسويل-جونا
- سيرفيت شينويس (1)
- سانت غالن
- ثون
- الأولاد الصغار (11)
- زيورخ (11) دي سي

### تركيا
الدوري الرئيسي: الدوري التركي الممتاز لكرة القدم للسيدات
- 1207 أنطاليا سبور
- أضنة ديميرسبور
- أل جي سبورت (1)
- أميد
- أتاشهير بيليديسبور (3)
- بيليربيي
- بشكتاش (2)
- فاتح كاراغومروك
- فاتح وطن سبور
- فنربخشة
- فومجيت جينتشليك و سبورت (1) العاصمة
- غلطة سراي
- غازي عنتاب آسيا سبور
- هاكاري جوجو
- كدز. نادي إيريجلي الرياضي
- طرابزون سبور (1)

### أوكرانيا
الدوري الرئيسي: الدوري النسائي الأوكراني
- إي إم سي بودولي
- كولوس كوفاليفكا
- كريفباس
- لادومير
- ميتاليست 1925 خاركيف (10) دي سي
- أوبولون كييف
- مخزن أومان
- بوليسيا
- سيسترز أوديسا
- شاختار دونيتسك
- فورسكلا بولتافا (4)

### ويلز
الدوري الرئيسي: أدران بريميير
- مدينة أبيريستويث
- باري تاون يونايتد
- العبارة البريطانية
- كارديف سيتي (1)
- كارديف ميت. (6)
- سوانزي سيتي (5) دي سي
- القديسين الجدد
- ريكسهام

## أوقيانوسيا

### فيجي
الدوري الرئيسي: دوري السوبر النسائي في فيجي
- لاباسا
- با
- سوفا
- ريوا
- نادروجا
- تايليفو نيتاسيري

### نيوزيلندا
الدوري الرئيسي: الدوري الوطني للسيدات
- أوكلاند لكرة القدم
- كانتربري يونايتد
- كرة القدم المركزية
- الضواحي الشرقية
- إليرسلي
- ساوثرن يونايتد
- كاروري على الواجهة البحرية
- ويلينغتون فينيكس الثاني
- ويلينغتون يونايتد
- الينابيع الغربية